# Перепись населения океана
Пе́репись населе́ния Океа́на (англ. Census of Marine Life, сокр. CoML) — международный биологический, океанологический, картографический, экологический проект, проводившийся с 2000 года до начала октября 2010 года в водах Мирового океана.

Логотип проекта

## Основные цели
Вкратце были сформулированы три базовые цели проекта:
1. Кто жил в океане?
2. Кто живёт в океане?
3. Кто будет жить в океане?

Более подробно исследователи рассматривали следующие вопросы:
- Конструирование модели истории популяций морских обитателей со времён активного хищничества человека в Мировом океане (примерно последние 500 лет). Этот раздел исследований получил название «История популяций морских обитателей» (англ. History of Marine Animal Populations).
- Перепись живых существ, обитающих в Океане в настоящее время. Для этого было организовано 14 «полевых» направлений: исследователи, пользуясь самыми современными технологиями, изучали жизнь во всех океанах земного шара.
- Прогнозирование, кто будет жить в Океане. Для этого использовались технологии научного (англ. Scientific modelling) и компьютерного моделирования. Также учёные занимались сбором и компоновкой данных из различных источников, создавали новые статистические и аналитические инструменты. Этот раздел исследований получил название «Будущее популяций морских обитателей» (англ. Future of Marine Animal Populations).
- Создание Единой базы данных по морским обитателям (англ. Ocean Biogeographic Information System). В будущем, исследователи предполагают, можно будет с любого компьютера зайти в эту базу и, выбрав интересующую океанскую зону, узнать о её «населении».[2]

## Основные результаты
За десять лет работы, в которой приняли участие более 2700 исследователей из 80 стран, было проведено более 500 экспедиций, составлен набор карт, опубликованы три книги и более 2600 научных статей. Была создана Единая база данных по морским обитателям (англ. Ocean Biogeographic Information System), в которую вошло более 28 миллионов наблюдений, в которой описываются более 120 000 видов океанских живых существ.

## Составляющие проекта

### «Полевые» направления
- Перепись глубоководной жизни (англ. Census of Diversity of Abyssal Marine Life, сокр. CeDAMar) — исследование самых глубоких участков Мирового океана[3].
- Перепись морских обитателей Антарктики (англ. Census of Antarctic Marine Life, сокр. CAML) — исследование морских обитателей Южного океана[4].
- Разнообразие Северного Ледовитого океана (Arctic Ocean Diversity, сокр. ArcOD) — исследование жизни в Северном Ледовитом океане в пан-арктическом масштабе. Кроме морских обитателей акцент делался на углублённых изучениях морского льда, водяных колонн (англ. Water column) и океанского дна[5].
- ? (Continental Margin Ecosystems, сокр. CoMargE) — исследование бентоса и донных обитателей. Направление стартовало в 2005 году под руководством французов Мириам Сибье (Myriam Sibuet) и Ленэк Мено (Lenaick Menot)[6].
- Проект Тихоокеанского шельфового слежения (англ. Pacific Ocean Shelf Tracking Project, сокр. POST) — исследование «морской части» жизни тихоокеанского лосося. Использовалась система телеметрии POTENT (Pacific Ocean Tracking and Evaluation NeTwork), призванная развивать и улучшать рыболовство этого лосося, а в будущем — и других промысловых рыб[7].
- Перепись населения коралловых рифов (англ. Census of Coral Reefs, сокр. CReefs) — исследование жизни коралловых рифов, значительное углубление познаний человечества о таксонах тропического пояса, с использованием новейших технологий (например, аппаратов, работающих с ДНК-кодом)[8].
- Международная перепись океанских микроорганизмов (англ. International Census of Marine Microbes, сокр. ICoMM) — исследование океанических одноклеточных, особенно бактерий, архей и протистов, а также связанных с ними вирусов[9].
- Проект «Экосистема Срединно-Атлантического хребта» (англ. Mid-Atlantic Ridge Ecosystem Project, сокр. MAR-ECO) — исследование жизни над Срединно-Атлантическим хребтом и около него. Особое внимание уделялось рыбам, ракообразным, головоногим, студенистому планктону и прочим активно передвигающимся существам; а также морским птицам и китообразным[10].
- Естественная география прибрежных зон (англ. Natural Geography in Shore Areas, сокр. NaGISA) — исследование прибрежных зон всей суши земного шара. В планах — продолжать наблюдение за этими участками в течение 50 лет. Интересно, что слово nagisa по-японски означает «узкая полоса, где море встречается с сушей».
- Программа залива Мэн (Gulf of Maine Program, сокр. GoMA) — региональное исследование залива Мэн, направленное на получение дополнительных знаний о само-регулировке экосистем, о полной пищевой цепочке его обитателей[11].
- Всеобщая перепись морских обитателей подводных гор (англ. Global Census of Marine Life on Seamounts сокр. CenSeam) — глобальное исследование жизни на подводных горах. Исследователи задались вопросами: какова роль подводных гор в биогеографии, биологической вариативности, в развитии морских обитателей? Как оценить разрушительный эффект человеческой деятельности на этих горах? Какие факторы влияют на различие морских обитателей таких гор и прочих мест в Океане? Направление стартовало в 2005 году[12].
- Маркировка тихоокеанских хищников (англ. Tagging of Pacific Predators, сокр. TOPP) — международное исследование, направленное на изучение жизни, миграций, размножения крупных пелагиальных обитателей северной части Тихого океана; а также рыб, черепах, птиц, ластоногих, китов, перуанско-чилийских гигантских кальмаров (англ. Humboldt Squid) — так как они регулярно пересекают гигантские расстояния самого большого океана планеты[13].
- Биогеография глубоководных хемосинтезных экосистем (англ. Biogeography of Deep-Water Chemosynthetic Ecosystems, сокр. ChEss) — глубоководные исследования, направленные на изучение таких необычных явлений как «чёрные курильщики», англ. cold seep, «падение китов на дно» (англ. Whale fall), «жизнь без кислорода». Учёный, принимавший участие в этом направлении, Мишель Сегонзак (фр. Michel Segonzac) сделал в рамках этого проекта, пожалуй, самое громкое открытие десятилетия — им был обнаружен и описан десятиногий рак Kiwa hirsuta[14].
- Перепись зоопланктона (англ. Census of Marine Zooplankton, сокр. CMarZ) — исследование, направленное на изучение существующих видов зоопланктона и обнаружение новых. Основной упор был сделан на зоопланктон, дрейфующий по Океану непрерывно в течение всей своей жизни (холозоопланктон). Описано около 6800 видов[15].

### «Кабинетные» направления
- Единая база данных по морским обитателям (англ. Ocean Biogeographic Information System, сокр. OBIS) — международная информационная система, содержащая данные о морских обитателях. Доступна через Интернет без ограничений и не требует установки никакого дополнительного программного обеспечения[16].
- Будущее популяций морских обитателей (англ. Future of Marine Animal Populations, сокр. FMAP) — попытка предсказать будущее жизни в Океане, будущее рыболовства, грядущие изменения климата, основанная на накопленном человечеством опыте.
- История популяций морских обитателей (англ. History of Marine Animal Populations, сокр. HMAP) — создана для представления динамики морских экосистем в глобальном временно́м масштабе, для понимания роли морских ресурсов в хозяйственной деятельности человечества. HMAP будет являться точкой отсчёта для оценки будущих изменений популяции морских обитателей, от которой можно будет отслеживать изменение морских экосистем, связанное с деятельностью человека[17].
- Картографирование и визуализация (Mapping & Visualization) — эта группа учёных, располагавшаяся в лаборатории Marine Geospatial Ecology (Университет Дьюка, Дарем, Северная Каролина, США), работала над общедоступностью результатов проекта.

## Принимавшие участие
Важность программы была признана многими странами, поэтому в них были созданы специальные комитеты (National or Regional Implementation Committees (NRICs)), обеспечивающие локальные исследования и позволяющие расширить географию работы проекта. Таким образом в список вошли:

### Страны
- Австралия
- Индонезия
- Канада
- Китай
- США
- Южная Корея
- Япония

### Сухопутные территории
- Африка южнее Сахары
- Вест-Индия
- Европа
- Южная Америка

### Водные территории
- Аравийское море
- Индийский океан

## Партнёры
- Энциклопедия жизни
- англ. Consortium for the Barcode of Life
- Google Планета Земля[18]